# LAVEBA
Die LAVEBA Genossenschaft mit Sitz in St. Gallen ist ein hauptsächlich in der Agrarwirtschaft tätiges Schweizer Handels- und Dienstleistungsunternehmen. Die in Form einer Genossenschaft organisierte Unternehmensgruppe konzentriert sich auf die ländliche Region in der Ostschweiz und ist dort stark verankert. Die Genossenschaft gehört zu den 500 grössten Unternehmen in der Schweiz.

## Tätigkeitsgebiet
Die meisten der rund 8000 Ostschweizer Landwirte sind Mitglied einer landwirtschaftlichen Genossenschaft, bekannt unter dem Namen Landi. Ziel dieser Genossenschaften ist die Förderung der wirtschaftlichen Interessen ihrer Mitglieder. Hierfür haben sich die Landi im Genossenschaftsverband LAVEBA zusammengeschlossen.
In dieser Funktion als Genossenschaftsverband werden die Mitglieder unter anderem mit den nötigen Produktionsmitteln wie Saatgut, Dünger oder Futtermittel versorgt. Gleichzeitig übernimmt der Genossenschaftsverband die landwirtschaftlichen Erzeugnissen und veredelt und vermarktet sie. Darüber hinaus ist das Unternehmen vermehrt auch in anderen Geschäftsfelder tätig und handelt unter der Marke Agrola mit Brenn- und Treibstoffen und führt unter der Marke Landi eine Detailhandelskette. Die LAVEBA Genossenschaft ist Miteigentümerin der Landi Schweiz AG sowie der Anicom AG.

## Geschichte
Das Unternehmen wurde 1899 als Zentralstelle für den Einkauf von landwirtschaftlichen Bedarfsartikeln gegründet und 1905 in einen Genossenschaftsverband für den Kanton St. Gallen erweitert. Mit der Zeit kamen vermehrten auch ausserkantonale Mitglieder hinzu, so dass 1914 der Name in «Verband Landwirtschaftlicher Genossenschaften des Kantons St. Gallen und benachbarter Gebiete» geändert wurde. 1943 fand die erste OLMA, die Ostschweizerische Land- und Milchwirtschaftliche Ausstellung statt, welche mitbegründet wurde. 1992 wurde der Unternehmensname wesentlich gekürzt, zunächst in «LV-Landverband», 1995 in «LV-St.Gallen» und 2019 in «LAVEBA Genossenschaft». Die LAVEBA Genossenschaft ist Mitglied beim Schweizer Bauernverband. Im Jahr 2017 hat Volg die Belieferung der Tankstellenshops übernommen.
2023 sank der Reingewinn um 70 Prozent auf 4,7 Millionen Franken. Im gleichen Jahr übernahm Astrid Ziebart den Vorsitz der Geschäftsleitung von Peter Bruhin, welcher das Unternehmen 22 Jahre führte. Bis 2027 sollen die einzelnen Tochtergesellschaften in Laveba Regionalgenossenschaften umgewandelt werden. Die bisherigen 7 LANDI Aktiengesellschaften sollen, rückwirkend per 1. Januar 2025, mit der Ende 2024 gegründeten LAVEBA LANDI AG fusionieren.

## Leitung ab 1905 (Auswahl)

### Präsidenten
- Ernst Wyssmann (1905–1913)
- Johann Jakob Gabathuler (1913–1938)
- Johannes Wiget (1938–1952)
- Jakob Benz (1952–1957)
- Hans Hofer (1957–1958)
- Hans Scherrer (1958–1976)
- Jakob Federer (1976–unbekannt)

### Geschäftsführer
- Christian Sulser (1905–1916)
- Johann Giezendanner (1916–1958)
- Hans Hofer (1958–1981)

Quelle: Archiv für Agrargeschichte

## Tochtergesellschaften (Auswahl)
- Landi Appenzell AG, Appenzell (Beteiligung von 90 %)
- Landi Bodensee AG, Roggwil TG (97 %)
- Landi Glarnerland AG, Glarus Süd (77 %)
- Landi Säntis AG, Neckertal (76 %)
- Landi St. Margrethen AG, St. Margrethen (100 %)
- Landi Thur AG, Zuzwil SG (68 %)
- Landi Werdenberg AG, Buchs SG (70 %)